# Trinkl-Siedlung

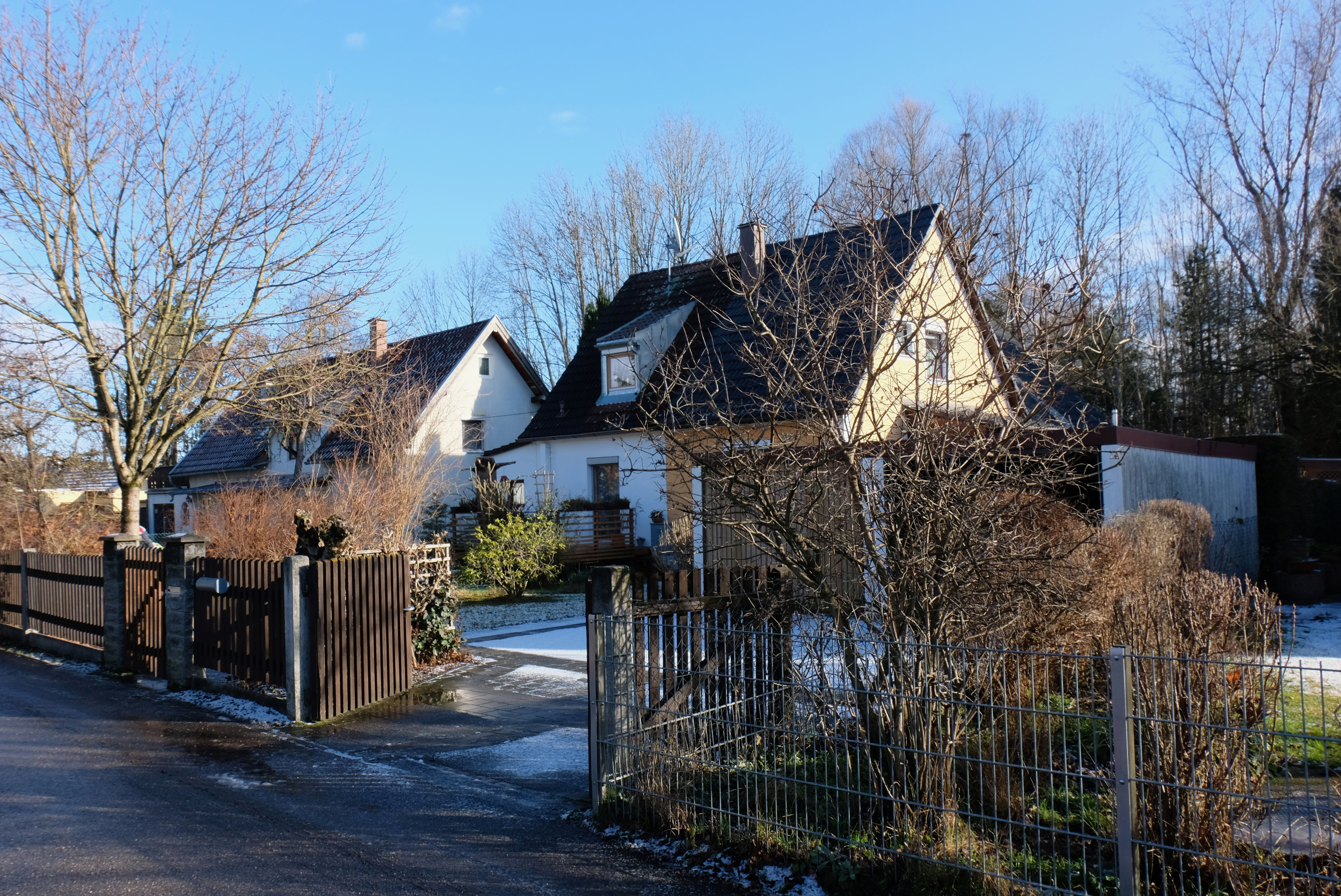
Der Mondscheinweg in der Trinkl-Siedlung

Die Trinkl-Siedlung ist eine Siedlung, die ab 1951 ohne Baugenehmigung in München-Moosach (am heutigen Mondscheinweg) entstand.

## Entstehung
Nach dem Zweiten Weltkrieg entstanden etwa 20 sogenannte Mondschein-Siedlungen in München, vor allem im Norden und im Osten der Stadt. Weil die Siedler ihre Häuser am Feierabend, „bei Mondschein“, als Schwarzbau erbaut hatten, um der Baupolizei zu entgehen, wurden die Siedlungen auch Mondschein-Siedlung genannt. Wegen der großen Wohnungsnot nach dem Krieg wurden die Bauten von der Stadt geduldet.

## Bauplanungsrecht
Die Trinkl-Siedlung entstand auf einer Schafswiese aus dem Besitz des aus der Gemeinde Untermenzing stammenden Gast- und Landwirts Josef Trinkl. Dieser ermöglichte um 1951 über hundert Familien, meist Kriegsflüchtlingen und Heimatvertriebenen aus der Batschka in Jugoslawien, den Bau einer Wohnung. Ab 1953 bekam die Siedlung Strom, ab 1973 Trinkwasserversorgung. Ab 2002 wurde diese Splittersiedlung als eine der ersten im Raum München durch Aufstellung eines nachträglichen Bebauungsplans legalisiert.  Im selben Jahr wurde die Straße als Reminiszenz an die Entstehungsgeschichte der Häuser in „Mondscheinweg“ benannt. 2015 wurden die letzten Schwarzbauten legalisiert. 2006 wurde das erste Vakuumkanalsystem in München in Betrieb genommen.
Die Trinkl-Siedlung ist ein Ort des Kulturgeschichtspfads Moosach.